# Cercophora himalayensis
Cercophora himalayensis är en svampart som beskrevs av Udagawa & Y. Sugiy. 1982. Cercophora himalayensis ingår i släktet Cercophora och familjen Lasiosphaeriaceae.   Inga underarter finns listade i Catalogue of Life.